# Rāzna
Rāzna är en sjö i distriktet Rēzekne i Lettgallen i östra Lettland med en yta på 57,564 km², med ett medeldjup på 7 meter och ett maximalt djup på 17 meter. Det är Lettlands största eller näst största sjö, beroende på hög- och lågvattenförhållanden hos sjön Lubāns, vars yta varierar kraftigt. En nationalpark med en yta på 532 km² upprättades runt Rāzna år 2007.